# 大碱厂镇
大碱厂镇，是中华人民共和国天津市武清区下辖的一个乡镇级行政单位。

## 行政区划
大碱厂镇下辖以下地区：
大碱厂村、黄官屯村、勾兆屯村、中丰庄村、下丰庄村、尖咀窝村、南辛庄村、筐儿港村、长屯村、兰家庄村、二王庄村、年辛庄村、胡辛庄村、刘五庄村、孙小屯村、兰家巷村、安楼村、陈楼村、田河村、杨凤庄村、西粮窝村、刘排庄村、孙林庄村、洪家庄村、韩家庄村和港北辛庄村。